# Strathcona-Westmin Park
Strathcona-Westmin Park är en park i Kanada.   Den ligger i provinsen British Columbia, i den sydvästra delen av landet, 3 700 km väster om huvudstaden Ottawa. Strathcona-Westmin Park ligger 666 meter över havet.
Terrängen runt Strathcona-Westmin Park är huvudsakligen bergig, men åt sydväst är den kuperad.Trakten runt Strathcona-Westmin Park är nära nog obefolkad, med mindre än två invånare per kvadratkilometer.. Det finns inga samhällen i närheten. 
I omgivningarna runt Strathcona-Westmin Park växer i huvudsak barrskog.